# Bathydorus servatus
Bathydorus servatus är en svampdjursart som beskrevs av Topsent 1927. Bathydorus servatus ingår i släktet Bathydorus och familjen Rossellidae. Inga underarter finns listade i Catalogue of Life.